# La gran bellesa
La gran bellesa (títol original en italià La grande bellezza) és una pel·lícula italiana dirigida per Paolo Sorrentino, estrenada el 2013. Va ser presentada en competició al Festival de Canes del 2013. Va guanyar l'Oscar a la millor pel·lícula de parla no anglesa, el Globus d'Or a la millor pel·lícula de parla no anglesa, el Premi BAFTA a la millor pel·lícula de parla no anglesa, quatre Premis del Cinema Europeu, nou Premis David di Donatello, cinc Premis Nastro d'Argento i altres nombrosos premis internacionals. Ha estat doblada al català i subtitulada en català.
La pel·lícula comença amb un fragment de la novel·la Viatge al fons de la nit de Louis-Ferdinand Céline:
| «                                                  | Viatjar és molt útil, fa treballar la imaginació. Tota la resta és només desil·lusió i fatiga. El nostre viatge és purament imaginari. Aquí rau la seva força. Va de la vida a la mort. Homes, animals, ciutats i coses, tot és imaginari. És una novel·la, res més que una història fictícia. Ho diu Littré, ell no s'equivoca mai. A més, qualsevol pot fer això. Només cal tancar els ulls. És a l'altra banda de la vida. | » |
| — Louis-Ferdinand Céline, Viatge al fons de la nit | |   |

## Argument
El periodista i escriptor Jep Gambardella (Toni Servillo) és un home elegant i seductor que fa anys que gaudeix al màxim de la vida social i la nit nocturna de Roma. Des del llunyà èxit de la seva primera i única novel·la, sempre s'ha mantingut en els cercles socials més exquisits. No obstant això, durant el seu 65è aniversari, Jep pateix un inesperat trasbals del passat que l'evoca a fer balanç de la seva vida. Analitzant la seva persona i la gent que l'envolta, mirant més enllà de la quotidianitat de les festes extravagants i la mundanitat del seu entorn, troba la ciutat de Roma indiferent amb tota la seva esplendor, formant un paisatge immutable i absurd d'exquisida bellesa.

## Repartiment
| Actor / actriu original | Personatge fictici         |
| ----------------------- | -------------------------- |
| Toni Servillo           | Jep Gambardella            |
| Carlo Verdone           | Romano                     |
| Sabrina Ferilli         | Ramona                     |
| Carlo Buccirosso        | Lello Cava                 |
| Iaia Forte              | Trumeau                    |
| Giovanna Vignola        | Dadina                     |
| Pamela Villoresi        | Viola                      |
| Galatea Ranzi           | Stefania                   |
| Franco Graziosi         | Comte Colonna              |
| Sonia Gessner           | Comtessa Colonna           |
| Giorgio Pasotti         | Stefano                    |
| Giusi Merli             | Sor Maria "La Santa"       |
| Dario Cantarelli        | Assistent de la Santa      |
| Roberto Herlitzka       | Cardenal Bellucci          |
| Serena Grandi           | Lorena                     |
| Massimo Popolizio       | Alfio Bracco               |
| Anna Della Rosa         | La "no companya" de Romano |
| Luca Marinelli          | Andrea                     |
| Ivan Franek             | Ron Sweet                  |
| Vernon Dobtcheff        | Arturo                     |
| Lillo Petrolo           | Lillo De Gregorio          |
| Luciano Virgilio        | Alfredo                    |
| Anita Kravos            | Talia Concept              |
| Massimo De Francovich   | Egidio                     |
| Aldo Ralli              | Cardenal                   |
| Isabella Ferrari        | Orietta                    |
| Annaluisa Capasa        | Elisa De Santis            |
| Fanny Ardant            | Ella mateixa               |
| Antonello Venditti      | Ell mateix                 |

## Producció
El rodatge de la pel·lícula va començar el 9 d'agost del 2012 a Roma. Algunes de les escenes de la pel·lícula es van rodar a l'illa del Giglio, on apareix el vaixell Costa Concordia embarrancat a prop de la costa.

## Premis i nominacions
| Any  | Premi                                             | Categoria                                              | Receptor                                        | Resultat   |
| ---- | ------------------------------------------------- | ------------------------------------------------------ | ----------------------------------------------- | ---------- |
| 2013 | Festival Internacional de Cinema de Canes         | Palma d'Or                                             | Paolo Sorrentino                                | Candidat   |
| 2013 | Premis del Cinema Europeu                         | Millor pel·lícula                                      | Paolo Sorrentino Nicola Giuliano Francesca Cima | Guanyadora |
| 2013 | Premis del Cinema Europeu                         | Millor director                                        | Paolo Sorrentino                                | Guanyador  |
| 2013 | Premis del Cinema Europeu                         | Millor actor                                           | Toni Servillo                                   | Guanyador  |
| 2013 | Premis del Cinema Europeu                         | Millor muntatge                                        | Cristiano Travaglioli                           | Guanyador  |
| 2013 | Premis del Cinema Europeu                         | Millor guió                                            | Paolo Sorrentino Umberto Contarello             | Candidats  |
| 2013 | Nastro d'Argento                                  | Nastro d'argento especial                              | Toni Servillo                                   | Guanyador  |
| 2013 | Nastro d'Argento                                  | Millor actor secundari                                 | Carlo Verdone                                   | Guanyador  |
| 2013 | Nastro d'Argento                                  | Millor actriu secundària                               | Sabrina Ferilli                                 | Guanyadora |
| 2013 | Nastro d'Argento                                  | Millor fotografia                                      | Luca Bigazzi                                    | Guanyador  |
| 2013 | Nastro d'Argento                                  | Millor so en viu                                       | Emanuele Cecere                                 | Guanyadora |
| 2013 | Nastro d'Argento                                  | Millor director                                        | Paolo Sorrentino                                | Candidat   |
| 2013 | Nastro d'Argento                                  | Millor productor                                       | Nicola Giuliano Francesca Cima                  | Candidats  |
| 2013 | Nastro d'Argento                                  | Millor guió                                            | Paolo Sorrentino Umberto Contarello             | Candidats  |
| 2013 | Nastro d'Argento                                  | Millor vestuari                                        | Daniela Ciancio                                 | Candidata  |
| 2013 | Nastro d'Argento                                  | Millor banda sonora                                    | Lele Marchitelli                                | Candidat   |
| 2013 | Boston Society of Film Critics Awards             | Millor pel·lícula en llengua estrangera                | Paolo Sorrentino                                | Guanyador  |
| 2013 | Hollywood Film Festival                           | Millor pel·lícula internacional                        | Paolo Sorrentino                                | Guanyador  |
| 2013 | Hollywood Film Festival                           | Millor pel·lícula independent                          | Paolo Sorrentino                                | Guanyador  |
| 2013 | Hollywood Film Festival                           | Millor guió                                            | Paolo Sorrentino Umberto Contarello             | Guanyadors |
| 2013 | Hollywood Film Festival                           | Millor actor                                           | Toni Servillo                                   | Candidat   |
| 2013 | Premis British Independent Film                   | Millor pel·lícula internacional independent            | Paolo Sorrentino                                | Candidata  |
| 2013 | Dallas-Fort Worth Film Critics Association Awards | Millor pel·lícula estrangera                           |                                                 | Candidata  |
| 2013 | Florida Film Critics Circle Awards                | Millor pel·lícula estrangera                           |                                                 | Candidata  |
| 2013 | London Film Critics Circle Awards                 | Millor productor                                       | Nicola Giuliano Francesca Cima                  | Candidats  |
| 2013 | London Film Critics Circle Awards                 | Millor pel·lícula estrangera                           | Paolo Sorrentino                                | Candidat   |
| 2013 | London Film Critics Circle Awards                 | Millor director                                        | Paolo Sorrentino                                | Candidat   |
| 2013 | Los Angeles Film Critics Association Awards       | Millor pel·lícula estrangera                           |                                                 | Candidata  |
| 2013 | New York Film Critics Circle Awards               | Millor pel·lícula estrangera                           |                                                 | Candidata  |
| 2014 | Oscar                                             | Millor pel·lícula de parla no anglesa                  |                                                 | Guanyadora |
| 2014 | Globus d'Or                                       | Millor pel·lícula de parla no anglesa                  |                                                 | Guanyadora |
| 2014 | BAFTA                                             | Millor pel·lícula de parla no anglesa                  |                                                 | Guanyadora |
| 2014 | David di Donatello                                | Millor director                                        | Paolo Sorrentino                                | Guanyador  |
| 2014 | David di Donatello                                | Millor productor                                       | Nicola Giuliano Francesca Cima                  | Guanyadors |
| 2014 | David di Donatello                                | Millor actor                                           | Toni Servillo                                   | Guanyador  |
| 2014 | David di Donatello                                | Millor fotografia                                      | Luca Bigazzi                                    | Guanyador  |
| 2014 | David di Donatello                                | Millor escenari i decorat                              | Stefania Cella                                  | Guanyadora |
| 2014 | David di Donatello                                | Millor vestuari                                        | Daniela Ciancio                                 | Guanyadora |
| 2014 | David di Donatello                                | Millor maquillatge                                     | Maurizio Silvi                                  | Guanyador  |
| 2014 | David di Donatello                                | Millor perruqueria                                     | Aldo Signoretti                                 | Guanyador  |
| 2014 | David di Donatello                                | Millors efectes visuals                                | Rodolfo Migliari Luca Della Grotta              | Guanyadors |
| 2014 | David di Donatello                                | Millor pel·lícula                                      |                                                 | Candidata  |
| 2014 | David di Donatello                                | Millor guió                                            | Paolo Sorrentino Umberto Contarello             | Candidats  |
| 2014 | David di Donatello                                | Millor actriu                                          | Sabrina Ferilli                                 | Candidata  |
| 2014 | David di Donatello                                | Millor actriu secundària                               | Galatea Ranzi                                   | Candidata  |
| 2014 | David di Donatello                                | Millor actor secundari                                 | Carlo Verdone                                   | Candidat   |
| 2014 | David di Donatello                                | Millor banda sonora                                    | Lele Marchitelli                                | Candidat   |
| 2014 | David di Donatello                                | Millor muntatge                                        | Cristiano Travaglioli                           | Candidat   |
| 2014 | David di Donatello                                | Millor so                                              | Emanuele Cecere                                 | Candidata  |
| 2014 | David di Donatello                                | David Giovani                                          | Paolo Sorrentino                                | Candidat   |
| 2014 | Premis César                                      | Millor pel·lícula estrangera                           |                                                 | Candidata  |
| 2014 | Premis Goya                                       | Millor pel·lícula europea                              |                                                 | Candidata  |
| 2014 | Bari International Film Festival                  | Premi Federico Fellini per l'excel·lent cinematografia | Paolo Sorrentino                                | Guanyador  |
| 2014 | Premis Satellite                                  | Millor pel·lícula en llengua estrangera                |                                                 | Candidata  |
| 2014 | Premis Independent Spirit                         | Millor pel·lícula de parla no anglesa                  |                                                 | Candidata  |
| 2014 | Denver Film Critics Society Awards                | Millor pel·lícula estrangera                           |                                                 | Candidata  |
| 2014 | Palm Springs International Film Festival          | Millor pel·lícula estrangera                           |                                                 | Candidata  |
| 2015 | Premis Gaudí                                      | Millor pel·lícula europea                              |                                                 | Guanyadora |